# Iglesia mayor abacial de Alcalá la Real
La iglesia Mayor Abacial situada dentro de la Fortaleza de la Mota, en Alcalá la Real, provincia de Jaén, comunidad autónoma de Andalucía, España, es una obra remodelada durante el segundo cuarto del siglo XVI según las trazas de Martín de Bolívar, quien realiza las transformaciones del primitivo templo de estilo gótico para adaptarlo al estilo renacentista, recubriendo las bóvedas estrelladas con decoración plateresca y donde las capillas funerarias se conciben como monumentales portadas platerescas, al igual que los arcos de acceso al baptisterio. 
El resto de la iglesia es fruto de la transformación llevada a cabo en el siglo XVI por Ambrosio de Vico; posteriormente los maestros Luis González y Fray Cristóbal de San José levantan la cabecera a modo de gran arco de triunfo dividido en tres arcos a la misma altura. La sacristía, anexa al templo, la realiza Ginés Martín de Aranda en el siglo XVII. Como testimonio de la iglesia primitiva solo queda en pie la capilla del deán Cherinos.
En planta se distinguen sus tres fases de construcción, la primera correspondiente al primitivo templo gótico cuenta con tres naves, la primera ampliación se realiza de una sola nave, y la cabecera de nuevo con tres naves.
Destaca la capilla bautismal, con doble portada renacentista y bóveda de casetones, que algunos autores atribuyen a Jacopo Florentino, arquitecto de origen italiano que trabaja en las zonas de Granada y Murcia a principios del siglo XVI.